# Scale the Summit
Gli Scale the Summit sono un gruppo progressive metal americano formatosi a Houston nel 2004, in Texas. Attualmente la band è sotto contratto con la casa discografica Prosthetic Records. Tra le influenze del gruppo figurano molte band progressive metal, tra cui spiccano i Cynic e i Dream Theater. La band acquisì notorietà dopo aver partecipato al tour Progressive Nation 2009, insieme a band come i Dream Theater, Zappa Plays Zappa e Bigelf.

## Storia del gruppo

### Formazione e primi anni
Chris Letchford e Travis Levrier crebbero nello stesso quartiere, ma non suonarono mai insieme fino al 2004, dopo essersi riavvicinati qualche anno prima grazie a un interesse comune, ovvero la band Between the Buried and Me. I due formarono una band a Houston, ma inizialmente non riuscirono a trovare un bassista e un batterista. Un anno dopo la formazione della band, Letchford e Levrier capirono che non sarebbe stato facile trovare altri musicisti se fossero rimasti a Houston, e decisero di frequentare il Musicians Institute di Los Angeles nella speranza di incontrare qualcuno che entrasse a far parte della band.  Solo alcuni mesi dopo incontrarono Jordan Eberhardt e Pat Skeffington, che entrarono rispettivamente nei ruoli di bassista e batterista. I due conobbero Skeffington perché lo videro indossare una maglietta dei Between the Buried and Me e uno zaino dal quale sporgevano le sue bacchette, mentre Eberhardt si presentò in risposta a un annuncio che la band aveva messo su Myspace. Riflettendo sull'episodio, Letchford disse "Ancora oggi penso che non sarebbe potuta andare diversamente, dato che in verità trasferirci a Los Angeles non ci dava alcuna garanzia [di trovare altri membri]. Penso che le nostre strade si siano incrociate al momento ideale."
Nonostante la band fosse solita suonare insieme a un cantante quando si trovava a Houston, Letchford e Levrier notarono un cambiamento nel loro stile di composizione appena iniziarono a comporre a Los Angeles. Dunque dopo aver composto il loro primo brano, "Rode in the Horseback",  i due conclusero che i brani della band fossero già completi anche senza una parte vocale, e scartarono l'idea di aggiungere un cantante alla formazione. Il duo frequentò le lezioni dell'Istituto per due anni, durante i quali registrarono una demo di quattro tracce e suonarono in diversi locali della città. Per agevolare il successo della band, Letchford e Levrier convinsero Eberhardt e Skeffington a trasferirsi a Houston insieme a loro, invece di stabilire la band a Los Angeles. Letchford spiegò in seguito che, nonostante gradisse la bellezza della città, sentiva che la scena musicale a Los Angeles fosse troppo movimentata e che fosse troppo difficile emergere da quell'ambiente. In seguito il gruppo rischiò di perdere Levrier che, avendo trovato un posto in una band chiamata Into the Moat, considerò l'opzione di abbandonare il progetto iniziato con Letchford. Tuttavia Levrier, dopo che Letchford gli fece ascoltare una prima registrazione del brano "Omni" (il quale venne aggiunto nell'album di debutto della band, intitolato "Monument"), cambiò idea e rimase nel gruppo. Successivamente gli Into the Moat si sciolsero, nonostante avessero partecipato a un tour con i Between the Buried and Me e i The Black Dahlia Murder. Fu Levrier a proporre il nome "Scale the Summit" per la band, che gli venne in mente dopo aver visto una foto intitolata "The Summit"; il gruppo adottò il nome immediatamente.

### Prime pubblicazioni
La prima pubblicazione degli Scale the Summit fu una demo che distribuirono di persona ai loro concerti, mentre il loro primo album, Monument, fu prodotto e pubblicato unicamente dalla band. Letchford non era soddisfatto del sound dell'album, e in un'intervista lo considerò inferiore agli album che la band avrebbe composto negli anni successivi, dato che ai tempi il gruppo non aveva ancora molta esperienza e non possedeva fondi sufficienti per registrare l'album in modo appropriato. Nel 2009 firmarono un contratto con la Prosthetic Records e cominciarono a lavorare al loro secondo album, Carving Desert Canyons. La loro musica raggiunse Mike Portnoy, ai tempi batterista dei Dream Theater, che invitò la band a partecipare al tour Prog Nation 2009.
Nel 2010 gli Scale the Summit parteciparono a un tour in Nord America come band di apertura ai Between the Buried and Me e registrarono The Collective, il loro terzo album, il quale venne pubblicato l'anno successivo. Nel 2011 il gruppo andò in tour con i Periphery, Fair to Midland, Last Chance to Reason, Volumes, Structures, Rings of Saturn e i The Contortionist.
Nell'Aprile del 2012 Jordan Eberhardt lasciò la band, non essendo più disposto a partecipare a tempo pieno ai tour; venne rimpiazzato da Mark Michell.
Nel Novembre del 2012 Letchford annunciò che gli Scale the Summit avevano cominciato a comporre materiale per il loro prossimo album, che venne intitolato "The Migration"  e fu pubblicato l'11 Giugno dell'anno successivo.
Nel Marzo del 2015 Pat Skeffington lasciò la band e venne rimpiazzato da J.C.Bryant, che scrisse e registrò le parti di batteria per il successivo album della band, intitolato "V", e la cui pubblicazione avvenne nell'estate dello stesso anno.
Nell'Agosto del 2016 Travis Levrier dichiarò che avrebbe lasciato gli Scale the Summit per unirsi agli ENTHEOS come membro a tempo pieno.
Nell'Ottobre dello stesso anno venne annunciato che sia Mark Michell che J.C.Bryant avrebbero lasciato la band, e che quest'ultimo sarebbe stato rimpiazzato dal batterista Charlie Engen. Il 31 Ottobre del 2016 venne rivelato che l'allontanamento dei due membri fu causato da un presunto rifiuto da parte di Letchford di pagare il resto della band.
Il 20 Dicembre 2016 Killian Durke si unì dunque alla band come bassista.
Il sesto album della band, intitolato "In a World of Fear" è stato pubblicato il 19 Maggio 2017.

## Stile musicale
I membri degli Scale the Summit sono soliti provare i brani in modo scrupoloso, in modo da registrare gli album il più velocemente possibile, e si propongono di suonarli in live esattamente come vengono registrati. Letchford ritiene che i brani non subiscono quasi alcuna modifica tra le prove e la fase di registrazione.
La band si riferisce al proprio stile musicale come "adventure metal", termine che originò, a detta di Letchford, dal fatto che molti ascoltatori del Musician's Institute gli dissero che durante l'ascolto si sentivano come se la musica li stesse portando in un'avventura. Prima della pubblicazione del primo album, alla band veniva spesso consigliato di trovare un cantante, ma Letchford ha dichiarato che il gruppo era sempre stato contrario all'idea. La mancanza di un cantante permette alla band di evitare di impostare i brani come un susseguirsi di strofe e ritornelli, struttura molto comune tra i brani di gruppi aventi un cantante. Letchford ritiene che sia più difficile comporre musica di qualità quando manca la parte vocale.
I titoli delle canzoni vengono spesso scelti dopo la registrazione, attraverso una sessione di brainstorming che può durare diverso tempo.
A causa della complessità ritmica dei brani e all'uso di chitarre a 7 corde, la musica degli Scale the Summit viene spesso ricollegata al genere "djent" nonostante i membri non ricorrano spesso a effetti di distorsione, cosa che contraddice l'etimologia onomatopeica del nome di tale genere musicale.

## Discografia
| Monument                                              | - Data di pubblicazione: 10 Luglio 2007 - Etichetta: pubblicato autonomamente - Formati: CD, download digitale | —   | —  | —  | —  | —  | —   |
| Carving Desert Canyons                                | - Data di pubblicazione: 17 Febbraio 2009 - Etichetta: Prosthetic Records - Formati: CD, download digitale     | —   | —  | —  | —  | —  | —   |
| The Collective                                        | - Data di pubblicazione: 1 Marzo 2011 - Etichetta: Prosthetic Records - Formati: CD, download musicale         | —   | —  | —  | 39 | —  | —   |
| The Migration                                         | - Data di pubblicazione: 11 Giugno 2013 - Etichetta: Prosthetic Records - Formati: CD, download digitale       | 131 | 11 | 41 | 3  | 24 | —   |
| V                                                     | - Data di pubblicazione: 18 Settembre 2015 - Etichetta: Prosthetic Records                                     | —   | 14 | 36 | 5  | 29 | 100 |
| In A World Of Fear                                    | - Data di pubblicazione: 19 Maggio 2017 - Etichetta: pubblicato autonomamente                                  | 98  | 4  | 5  | 1  | 12 | 54  |
| "—" indica che la pubblicazione non si è classificata | |     |    |    |    |    |     |

## Membri

### Attuali
- Chris Letchford – chitarra (2004–presente)
- Charlie Engen – batteria, percussioni (2016–presente)
- Kilian Duarte – basso (2016–presente)

### Ex membri
- Jordan Eberhardt - basso (2004-2012) (ora nei The Contortionist)
- Pat Skeffington – batteria, percussioni (2004–2015)
- Travis Levrier – chitarra(2004–2016) (ora negli ENTHEOS)
- Mark Michell – basso (2012–2016)
- J.C. Bryant - batteria, percussioni (2015-2016)